# Aéroport de Bournemouth
L'aéroport de Bournemouth est un aéroport au nord-est de Bournemouth, dans le Sud de l'Angleterre. L'aéroport fut une base de la Royal Air Force à ses débuts en 1941, les premiers services commerciaux ont commencé à la fin des années 1950 avec des vols pour Majorque dès 1958.

## Situation

### Carte des aéroports commerciaux d'Angleterre
| Birmingham Bournemouth Bristol Doncaster · Sheffield Durham · Tees Valley East Midlands Exeter Humberside Land's · End Leeds-Bradford Liverpool L.-City L.-Gatwick L.-Heathrow L.-Luton L.-Southend L.-Stansted Lydd Manchester Newcastle · Upon Tyne Newquay · Cornouailles Norwich Southampton St Mary des Sorlingues Carlisle Lake |

## Compagnies aériennes et destinations
| Compagnies          | Destinations |
| ------------------- | --- |
| easyJet Switzerland | En saison : Genève-Cointrin |
| Ryanair             | - Alicante-Elche, - Cracovie-Jean-Paul II, - Dublin, - Faro, - Malaga-Costa del Sol, - Malte, - Ténériffe-Sud Reine Sofia, - Venise - Marco Polo, - Wrocław-N. Copernic En saison : - Bergerac-Dordogne-Périgord, - Budapest-Ferenc Liszt, - Carcassonne, - Édimbourg, - Gérone-Costa Brava, - Lanzarote-Arrecife, - Las Palmas/Gran Canaria, - Palma de Majorque, - Région de Murcie, - Zadar |
| TUI Airways         | Lanzarote-Arrecife, Ténériffe-Sud Reine Sofia En saison : - Antalya, - Corfou-I. Kapodístrias, - Dalaman, - Héraklion-N. Kazantzákis, - Ibiza, - Céphalonie, - Rhodes-Diagoras, - Las Palmas/Gran Canaria, - Minorque-Mahón, - Palma de Majorque, - Paphos, - Rhodes-Diagoras, - Zante D.-Solomós                                                                                              |

## Galerie

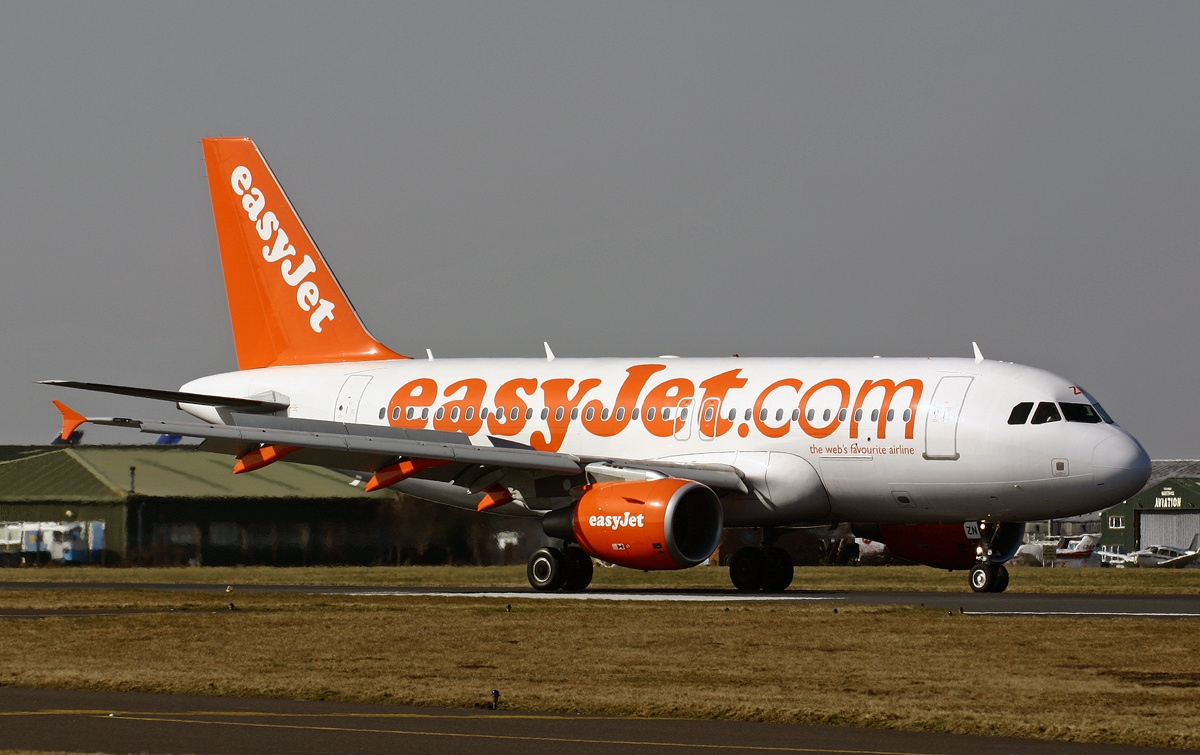
Airbus A319 d'EasyJet à Bournemouth.
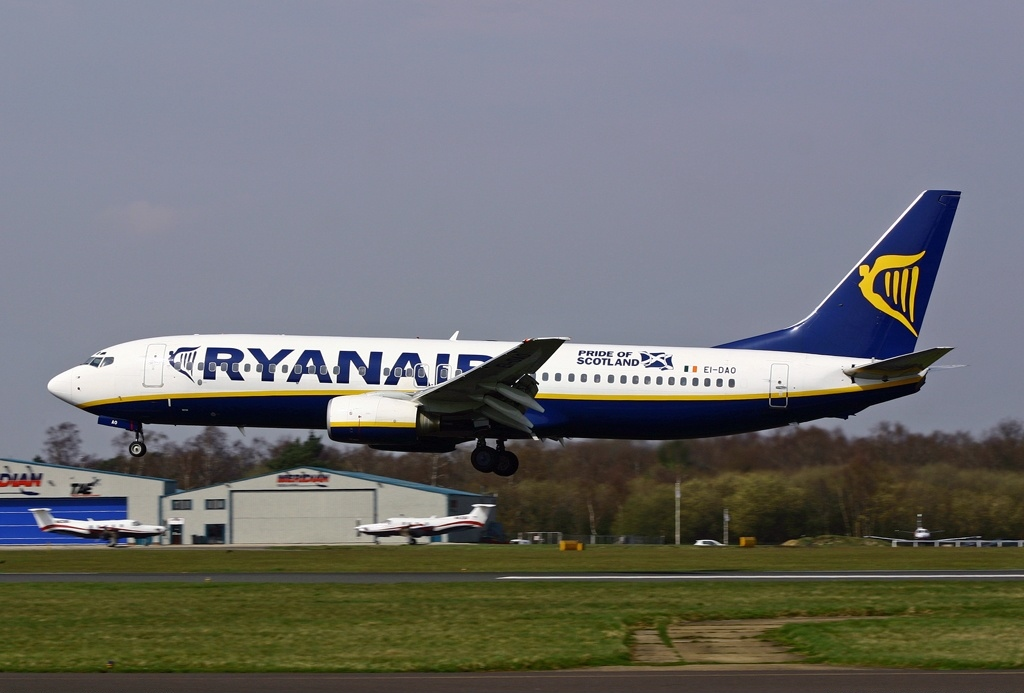
Boeing 737-800 de Ryanair à Bournemouth.

## Trafic passagers
Le graphique qui aurait dû être présenté ici ne peut pas être affiché car il utilise l'ancienne extension Graph, désactivée pour des questions de sécurité. Des indications pour créer un nouveau graphique avec la nouvelle extension Chart sont disponibles ici.

Voir la requête brute et les sources sur Wikidata.
| Année                                | Nombre de passagers | Nombre de mouvements | Évolution du nombre de passagers d'une année à l'autre |
| ------------------------------------ | ------------------- | -------------------- | ------------------------------------------------------ |
| 2003                                 | 0460 872            | 76 177               | 17,6 %                                                 |
| 2004                                 | 0492 882            | 77 142               | 06,9 %                                                 |
| 2005                                 | 0829 108            | 79 512               | 68,2 %                                                 |
| 2006                                 | 0960 773            | 75 505               | 15,9 %                                                 |
| 2007                                 | 1 083 379           | 71 742               | 12,8 %                                                 |
| 2008                                 | 1 078 941           | 78 527               | 00,1 %                                                 |
| 2009                                 | 0868 445            | 82 538               | 19,5 %                                                 |
| 2010                                 | 0751 331            | 55 398               | 13,7 %                                                 |
| 2011                                 | 0613 755            | 51 799               | 18,3 %                                                 |
| 2012                                 | 0689 913            | 51 089               | 12,6 %                                                 |
| 2013                                 | 0660 272            | 47 174               | 04,7 %                                                 |
| 2014                                 | 0661 584            | 43 122               | 00,2 %                                                 |
| 2015                                 | 0705 433            | 43 020               | 06,6 %                                                 |
| Source : UK Civil Aviation Authority |                     |                      |                                                        |

## Transport de fret

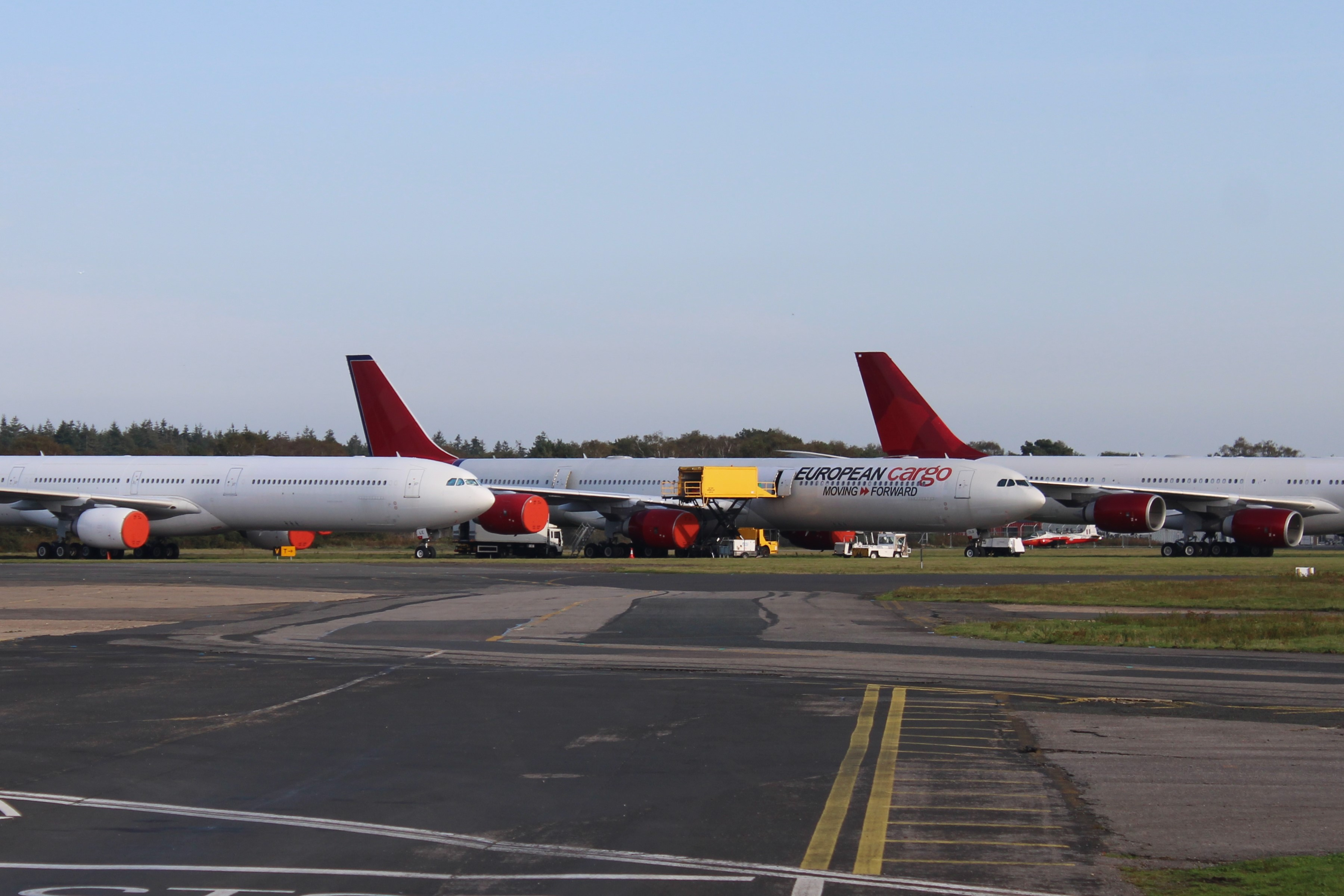
2 A340 en préparation de service et un A340 en usage sur le tarmac de l'aéroport de Bournemouth (octobre 2023).

L'aéroport de Bournemouth a été choisi par une nouvelle compagnie aérienne de fret créé en 2020, European Cargo, en tant que base d'exploitation. Celle-ci apprécie sa proximité de Londres et sa disponibilité 24h sur 24, qui sont idéales pour le secteur de cargo. Sa flotte se consiste des A340-642F, appareils de grande taille et convertis en cargo, afin de répondre à l'évolution récente de l'e-commerce. À la suite de l'installation de cette compagnie, l'aéroport envisage un investissement important dans l'optique d'évoluer sa capacité.